# Hypericum cordatum
Hypericum cordatum är en johannesörtsväxtart. Hypericum cordatum ingår i släktet johannesörter, och familjen johannesörtsväxter.

## Underarter
Arten delas in i följande underarter:
- H. c. cordatum
- H. c. kleinii